# Battlefield V
Battlefield V je střílečka z pohledu první osoby z roku 2018, kterou vyvinula společnost DICE a vydala společnost Electronic Arts. Hra je nástupcem hry Battlefield 1 z roku 2016 a jedenáctým hlavním dílem série Battlefield.
Videohra je postavena na druhé světové válce a tematicky navazuje na svého předchůdce Battlefield 1, založeného na první světové válce. Vyšla v listopadu 2018 pro PlayStation 4, Windows a Xbox One.

## Synopse
Příběhová kampaň pro jednoho hráče je rozdělena na úvodní část, po níž následují epizodické válečné příběhy. Tři z nich byly k dispozici již při spuštění. Příběh „Nordlys“ se odehrává z pohledu norského odbojáře, který se podílí na sabotáži německého jaderného programu. „Tirailleur“ vypráví příběh senegalského Tirailleura během operace Dragoon. „Under No Flag“ staví hráče do role odsouzeného bankovního lupiče a experta na výbušniny Billyho Bridgera, který byl odveden do speciální lodní služby, aby se zúčastnil operace Albumen. Čtvrtá kampaň „The Last Tiger“ vyšla v prosinci 2018 a zachycuje boje posádky německého tanku Tiger I v posledních dnech války.

## Ohlasy
Hra již před vydáním budila smíšené reakce. Úvodní trailer vyvolal značnou nevoli některých fanoušků série. Po vydání se hra dočkala vesměs pozitivních recenzí od kritiků, kteří chválili hratelnost a nové režimy pro více hráčů, ale kritizovali ji za nedostatek obsahu při uvedení na trh a nedostatek inovací.
Ke konci roku 2018 se jí prodalo přes 7,3 milionu kusů, nicméně byla pro společnost Electronic Arts komerčním zklamáním. V dubnu 2020 bylo oznámeno, že podpora hry bude pokračovat až do léta, kdy měla dočkat poslední velké aktualizace.